# Hermann Stegemann (Biochemiker)
Hermann Stegemann (* 23. Juni 1923 in Königsberg (Preußen); † 23. April 2018) war ein Professor für Biochemie und leitete von 1960 bis 1988 das Institut für Biochemie der ehemaligen Biologischen Bundesanstalt für Land- und Forstwirtschaft in Braunschweig, seit 2008 Teil des Julius Kühn-Instituts.

## Biografie
Stegemann wurde 1923 als erstes von fünf Kindern seines gleichnamigen Vaters Hermann Stegemann und dessen Frau Käthe in Königsberg (Ostpreußen) geboren. Im Jahr 1928 zog seine Familie nach Dortmund, wo sein Vater Chefarzt am St.-Johannis-Hospital wurde. In Dortmund besuchte er das staatliche humanistische Gymnasium und erlangte dort 1941 das Abitur. Nach Wehrdienst und schwerer Verwundung am Kaukasus studierte er Chemie mit dem Schwerpunkt Biochemie an der Universität Tübingen. Anschließend arbeitete Stegemann am Max-Planck-Institut für Biochemie unter der Leitung von Adolf Butenandt (Nobelpreis 1939) und wurde 1951 über seine Arbeit zur Biosynthese von Proteinen promoviert. Nach seiner Promotion wechselte Stegemann an die Medizinische Forschungsanstalt  der Max-Planck-Gesellschaft in Göttingen, wo er in der Gruppe von Karl Thomas die Ursachen der Silikose und Material für Knochen-Transplantationen erforschte. Als Fulbright-Stipendiat  verbrachte Stegemann 1954/55 ein Forschungsjahr am Fox Chase Cancer Center in Philadelphia (USA).
Im Jahr 1960 wurde Stegemann zum Direktor des Instituts für Biochemie der Biologischen Bundesanstalt für Land- und Forstwirtschaft berufen, seit 2008 ein Teil des Julius Kühn-Instituts. 1968 erfolgte die Habilitation. 1972 verlieh ihm die Universität Göttingen eine außerplanmäßige Professur. Dort führte er das erste vier Fakultäten umfassende biochemische Praktikum ein.
Die Forschung von Stegemann galt vor allem der Proteinanalytik und der dadurch möglichen Gentechnik-basierten Pflanzen-Taxonomie. Er verwendete als erster die Polyacrylamid-Gelelektrophorese zur Identifikation und Differenzierung von Kultursorten und Primitiv-Cultivaren. Er hatte entdeckt, dass die Proteine von Knollen und Samen nach elektrophoretischer Trennung charakteristische Sorten-Muster (sog. Strich-Codes) bilden, die unabhängig von anderen Einflüssen wie Boden und Klima sind. Mit seiner Methode konnte ein Großteil der Kartoffelsorten als Duplikate identifiziert und damit die Züchtungseffizienz gesteigert werden. Das Identifikationsverfahren  ermöglichte die Erstellung des Index Europäischer Kartoffelsorten. Stegemanns Arbeiten an der Biologischen Bundesanstalt waren entscheidend für Verbot bzw. Zulassung zahlreicher gentechnisch modifizierter Pflanzen.
Die proteinanalytischen Techniken Stegemanns haben große Verbreitung gefunden. Insbesondere die Methode zur Hydroxyprolin-Bestimmung ist über 1400-mal zitiert worden und gilt als „Science Citation Classic“. Zur internationalen Verbreitung der von ihm entwickelten Methoden wurde Stegemann in über 50 Länder eingeladen, wo er Vorträge und Laborkurse abhielt. Für seine wissenschaftlichen Verdienste wurde Stegemann die „Scientific Merit Medal“ des World Cultural Council verliehen und er konnte sich in das Goldene Buch der Universität Heidelberg eintragen.

## Sonstiges
Zu den Geschwistern von Hermann Stegemann gehören der Physiker Dieter Stegemann sowie der Physiologe Jürgen Stegemann. Gemeinsam mit seiner Frau gründete Stegemann die „Gisela und Hermann Stegemann Stiftung“ zur Förderung naturwissenschaftlicher Projekte.